# 2024年パリオリンピックの近代五種競技
2024年パリオリンピックの近代五種競技（2024ねんパリオリンピックのきんだいごしゅきょうぎ）とは、国際近代五種連合（UIPM）が管轄し、2024年パリオリンピックで行われた近代五種競技。ヴェルサイユ宮殿を主会場とし、フェンシングランキングラウンドのみヴィルパントのパリ北アリーナで行われた。前回同様、男女個人戦のみを実施する。今大会では五種を行う日を2日設け、それぞれ準決勝ラウンドと決勝ラウンドとして競う方式が採用される。このパリ大会開催前からオリンピックの近代五種競技から馬術を除外する動きがあり、2028年ロサンゼルスオリンピックより馬術に代わり障害物レースが採用される予定。

## 出場選手
今大会の近代五種競技には男女各36名が参加。1つの国からは男女各2名まで参加できる。出場権は下記の条件で獲得する。
1. 2023年ワールドカップファイナル（ アンカラ）優勝者
2. 各大陸予選としてヨーロッパ競技大会（ クラクフ）から8名、アフリカ・オセアニア選手権（ カイロ）からアフリカ1名+オセアニア1名、アジア競技大会（ 杭州）から5名、パンアメリカン競技大会（ サンティアゴ）から5名（1.と3.で出場権を得た選手が含まれる場合は、次点の選手）
3. 2023年世界選手権（ バース）の3位以内の選手（1.と2.ヨーロッパ競技大会で出場権を得た選手を除く）
4. 2024年世界選手権（ 鄭州）の3位以内の選手（1.～3.で出場権を得た選手を除く）
5. 1.～4.に含まれない選手の中で、2024年6月17日時点の世界ランキング上位6名（3.4.の条件で欠員が生じた場合はその分が加算される。）
6. 開催国フランスの選手1名（1.～5.に含まれない場合のみ→男女とも2.にて獲得済みのため、8.にて再配分）
7. ユニバーサリティ枠2名（実際には枠が使用されなかっため、8.にて再配分）
8. 1～7.のうち未使用の出場枠は、世界ランキングにより再配分される。

## 競技日程
日付はいずれも中央ヨーロッパ夏時間（UTC+2）。
| FRR | フェンシングランキングラウンド | SF | 準決勝 | F | 決勝 |

| 日付 | 8/8 | 8/9 | 8/10 | 8/11 |
| ---- | --- | --- | ---- | ---- |
| 男子 | FRR | SF  | F    |      |
| 女子 | FRR |     | SF   | F    |

## 競技形式
フェンシングランキングラウンドの結果は、準決勝・決勝の両方に反映される。準決勝は、18名ずつ2組に分かれて行われ、各組上位9名、計18名が決勝に進出する。
- 馬術…貸与馬による障害飛越（10障害12飛越）を行う。満点を300ポイントとして、減点方式（障害の落下：-7ポイント、障害の拒止・逃避：-10ポイント、タイムオーバー：1秒につき-1ポイント）により得点が与えられる。
- フェンシング…エペのルールで行われる。勝率（勝利数）により得点が与えられる。
  - ランキングラウンド…1分間1本勝負で総当り戦を行う。両者ノーポイントの場合は両者負けとして扱われる。勝率7割（本大会では25勝）を250ポイントとして、1勝ごとに5ポイントずつ増減した得点が与えられる。
  - ボーナスラウンド…ランキングラウンドの成績下位から30秒1本勝負のパラマストーナメントを行う。両者ノーポイントの場合はランキングラウンド成績上位者の勝ちとして扱われる。1勝するごとに2ポイントが与えられる。最終戦に登場するランキングラウンド1位の選手がボーナスラウンドで勝利した場合は4ポイントが与えられる。
- 水泳…200m自由形を行う。2分30秒を250ポイントとして、1/2秒ごとに1ポイントずつ増減した得点が与えられる。
- レーザーラン（射撃、ラン）…13分20秒を500ポイントとして、1秒ごとに1ポイントずつ増減した得点が与えられる。600mのラン（5回）とレーザーピストルを用いた射撃（5的・10m）（4回）を交互に実施する。射撃は5的命中するか制限時間の50秒が経過するとランに移ることできる。水泳までの合計得点による成績上位者から1ポイント1秒に換算して時差スタート[13]し、ゴールした順番が最終順位となる。

## メダリスト

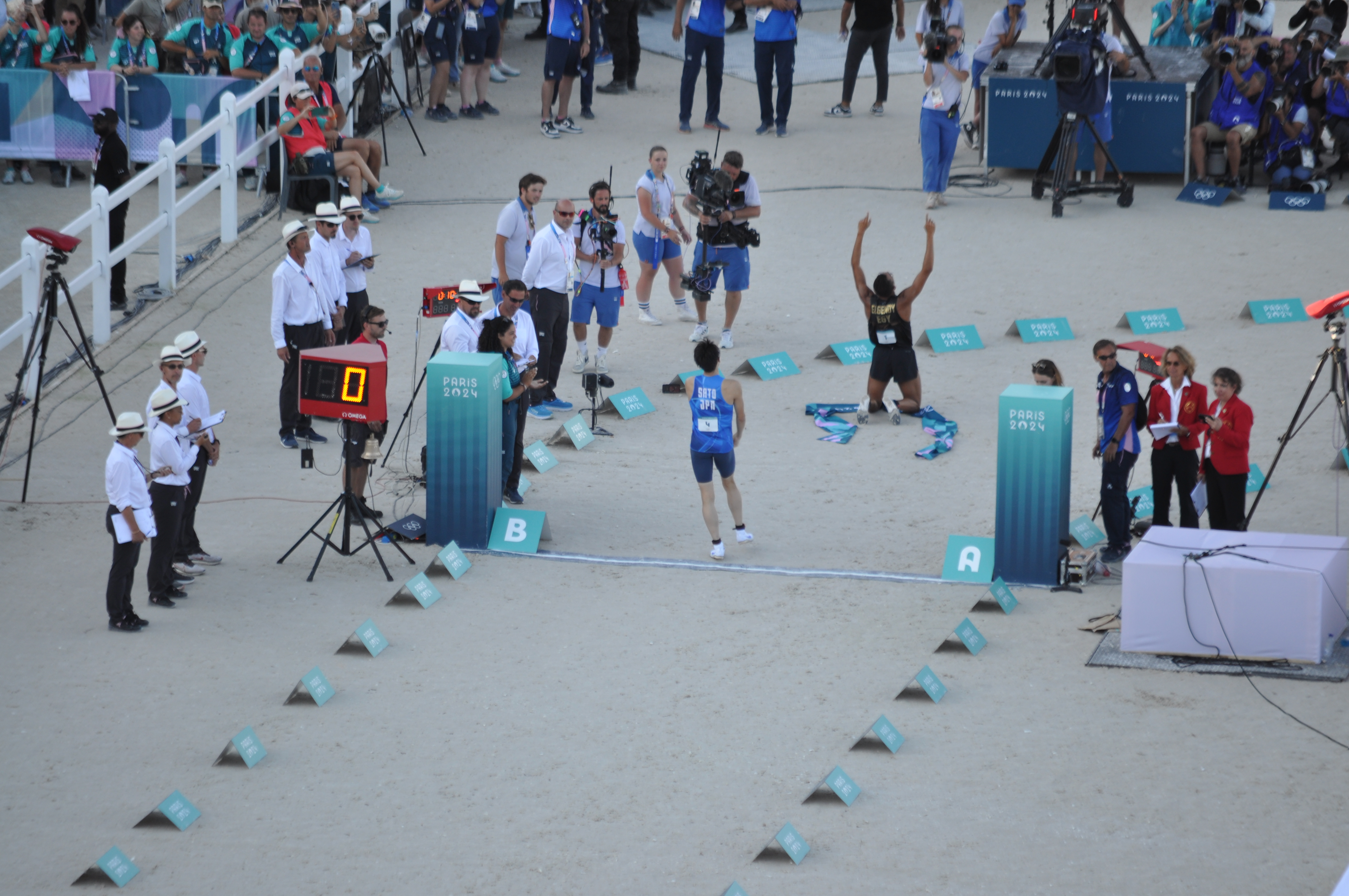
2位でゴールする佐藤大宗選手

| 種目 | 金                                      | 金      | 銀                                    | 銀   | 銅                                | 銅   |
| ---- | --------------------------------------- | ------- | ------------------------------------- | ---- | --------------------------------- | ---- |
| 男子 | アフメド・エル＝ゲンディ エジプト (EGY) | 1555 WR | 佐藤大宗 日本 (JPN)                   | 1542 | ジョルジョ・マラン イタリア (ITA) | 1536 |
| 女子 | グヤーシュ・ミシェル ハンガリー (HUN)   | 1461 WR | エロディー・クルヴェル フランス (FRA) | 1452 | ソン・スンミン 韓国 (KOR)         | 1441 |